# 蘇柏亞
蘇柏亞（英語：Su Po-ya，1998年9月17日—）是台灣女子跆拳道運動員，為台灣原住民阿美族。

## 生平
蘇柏亞的父母都是來自台東的阿美族原住民，從小居住於桃園中壢。國小就讀桃園市內定國小，小學三年級因為防身而開始學習跆拳道。國中就讀桃園市內壢國中，在國中全中運即奪得金牌。高中就讀平鎮高中，由教練張瓊芳執教，參加53公斤量級比賽並創下個人全中運3連霸紀錄，於全國運動會、總統盃社會組也都取得金牌。大學就讀國立彰化師範大學運動學系。

## 國際賽經歷
蘇柏亞在高一即入選亞洲盃青少年國家代表隊，後續代表國家隊出賽多項國際賽事並獲得多面獎牌。
- 2018年，參加2018年雅加達亞運女子53公斤級，以19歲的年紀擊敗韓國選手河敏雅獲得金牌。[2]
- 2019年，參加2019年拿坡里世大運女子53公斤級獲得金牌，女子團體組亦獲得金牌。[2]
- 2021年，參加2021年亞洲跆拳道錦標賽女子53公斤級，決賽因奧運排名積分考量棄權取得銀牌。[3]
- 2021年，參加2020年東京奧運，由於奧運僅有49公斤以及57公斤級，因此由53公斤進行體重控制減至49公斤，降級出賽女子49公斤級。[4][5][6] 首輪遭到日本選手山田美諭擊敗，止步於16強。[7]

## 外部連結
- 蘇柏亞在国际奥林匹克委员会的资料
- 蘇柏亞的Instagram帳戶